# Tr (Unix)
tr je příkaz v unixových operačních systémech pro nahrazování zadaných znaků jinými nebo jejich vypouštění. Jeho jméno je zkratka z anglického translate nebo transliterate.
Program tr funguje jako filtr – čte proud bytů ze standardního vstupu a výsledek zapisuje na standardní výstup, aniž by měnil vstupní soubor. Pro nahrazování znaků je třeba zadat dva parametry; první zadává množinu znaků, které se mají nahrazovat, a druhý množinu znaků, kterými se budou nahrazovat.
Například tr abcd jkmn převádí všechny znaky a na j, b na k, c na m a d na n:
```
$ echo abeceda |  tr a-d jkmn
jkemenj
```

(Abecední posloupnost znaků lze zapsat pomocí rozsahu se spojovníkem (znak minus).)
Ve verzi příkazu tr podle standardu POSIX závisí množina zapsaná pomocí rozsahu na abecedním řazení v použitém národním nastavení, proto je nutné zvážit, zda se použití rozsahů nevyhnout, aby při spuštění skriptu s jiným národním nastavením nedošlo k nežádoucím efektům. Ve verzi podle standardu POSIX lze často místo rozsahů použít znakové množiny, jako například [:alpha:].
Volba -s způsobí, že tr bude nahrazovat posloupnost stejných znaků jediným znakem. Například
tr -s '\n'
nahrazuje posloupnosti jednoho nebo více znaků konce řádku jediným.
Volba -d způsobí, že tr bude vypouštět všechny znaky ze zadané množiny. V tomto případě se jako parametr zadává pouze jedna množina znaků. Následující příkaz bude odstraňovat znaky návrat vozíku:
tr -d '\r'
Volba -c způsobí, že se použije doplněk první množiny znaků. Vyvolání
tr -cd '[:alnum:]'
proto odstraní všechny nealfanumerické znaky.
Většina verzí příkazu tr, včetně GNU tr a klasického unixového tr, pracuje s jednobytovými znaky a není kompatibilní s Unicode. Výjimkou je implementace z Heirloom Toolchest, která obsahuje základní podpora Unicode.
Ruby a Perl mají interní operátor tr, který funguje podobně jako příkaz tr. Příkaz string map v Tcl je obecnější, protože umožňuje převádět řetězce na řetězce, zatímco příkaz tr převádí pouze znaky na znaky.